# Golf in Rusland
Golf in Rusland is nog relatief onbekend.
In 1987 werd begonnen met de aanleg van de eerste 9-holes golfbaan bij Moscou. In 1994 werd hij uitgebreid tot 18 holes en officieel geopend. Sven Tumba, bekend als Zweedse ijshockeyer, had het ontwerp gemaakt. Er werd veel publiciteit aan de opening gegeven en Pelé, Sean Connery, ijshockeyer Alexander Ragulin en Tumba sloegen een bal van de eerste tee af. Jeugdlessen waren gratis, en tot de eerste leerlingen behoorden de zusjes Ana en Maria Kostina, toen 9 en 11 jaar. Beiden zijn nu professional en spelen op de Amerikaanse Futures Tour.

In 1988 werd de Moscou City Golf Club geopend en daar was een golfschool bij.
Het heeft lang geduurd voordat er weer een golfbaan werd aangelegd. Bij Sint Petersburg werd de Dunes Club opgericht met een 6-holes golfbaan; daarna kwamen er meer banen.

## Golfbanen
- Moscow Country Club, Nachabino, bij Moskou - 18 holes
- Moscow City Golf Club, Moskou - 9 holes
- Pestovo Golf and Yacht Club, Sukharevo, Moskou - 18 holes (met villa's)
- Gorki Golf Club, oblast Leningrad, bij Sint-Petersburg - 18 holes
- Pirchova Golfclub, aangelegd door Sergei Baranchukov in 2008
- Golf Club of Dune, Sint Petersburg - 6 holes
- Golf Club Tolyatti, Togliatti - eerst 6, later 18 holes - open sinds 2006 -
- Tseleevo Golf Club, Dmitrov - 18 holes - ontwerp van Jack Nicklaus, open sinds 2008
- Agalarov Golf and Country Club, bij Moscow, Istra district - par 71 -
- Golf Club Terneyles, Plastun Terneyskogo, Primorsky Krai district - 9 holes
- Superior Golf Club, Ukraine, hier speelt Yevgeny Kafelnikov
- Drivingrange in Krylatskoye met oefenholes.

PGA National Russia
In september 2012 werd de Golf Club Zavidovo , de PGA National Russia, geopend. Hij ligt ongeveer 100 km ten Westen van Moscou. Het is het eerste ontwerp in Rusland van de European Golf Design. De baan ligt aan de Wolga is is gedeeltelijk begroeid met heide. Dat het een PGA National is betekent dat hij een relatie heeft met de PGA National op de Belfry in Engeland en de PGA Centenary Course op Gleneagles in Schotland.

## Toernooien voor professionals
- Russisch Open sinds 1993
- Russisch Seniors Open, werd alleen in 2008 gespeeld, winnaar was Ian Woosnam
- PGA Kampioenschap

## Olympische Spelen 2016
Het Russische golfteam zal op de Royal Troon Academy van de Agalarov Golf & Country Club trainen. 
De zusjes Kostina maken deel uit van het damesteam. Maria won in 1997 en 2001 het Russische PGA kampioenschap. Voormalig tenniskampioen Yevgeny Kafelnikov hoopt tegen die tijd ook zijn land te mogern vertegenwoordigen.